# گمینا شاستارکا
گمینا شاستارکا (به لهستانی:  Gmina Szastarka) یک گمینا در لهستان است که در شهرستان کراشنگک واقع شده‌است. گمینا شاستارکا ۷۳٫۵۳ کیلومتر مربع مساحت و ۵٬۹۵۷ نفر جمعیت دارد.